# داريو بيرجاميلي
داريو بيرجاميلي (بالإيطالية: Dario Bergamelli)‏ (26 أبريل 1987 في إيطاليا - ) هو لاعب كرة قدم إيطالي في مركز الدفاع. لعب مع أتالانتا ونادي ريجينا ونادي ساليرنيتانا ونادي كاتانيا ونادي كريمونيسي ونادي مونزا ونادي نوفارا وهيلاس فيرونا وManfredonia Calcio ‏ وUC AlbinoLeffe ‏.

## روابط خارجية
- داريو بيرجاميلي على موقع قاعدة بيانات كرة القدم.إي يو (الإنجليزية)
- داريو بيرجاميلي على موقع Soccerway.com (الإنجليزية)
- داريو بيرجاميلي على موقع عالم كرة القدم.نت (الإنجليزية)